# 2002年电影
2002年電影大事紀。

## 大事紀
- 第二十一届香港电影金像奖于2002年2月27日公布提名名单，于同年4月21日星期日晚上于香港文化中心颁发，一共颁发了19个奖项。颁奖典礼司仪为曾志伟、叶童、张达明和彭晴；典礼由电视广播有限公司取得播映权。

## 重要獎項

### 台灣金馬獎（第39屆）
- 最佳劇情片——《美麗時光》（張作驥電影工作室有限公司）
- 最佳導演——陳果《香港有個荷里活》
- 最佳男主角——黎明《三更之回家》
- 最佳女主角——李心潔《見鬼》
- 最佳男配角——黃秋生《想飛》
- 最佳女配角——林嘉欣《男人四十》